# Vlier-Zuid
Vlier-Zuid is een wijk in de Nederlandse gemeente Deurne.
Vlier-Zuid was de eerste uitbreidingswijk van Deurne ten noorden van het historische centrum, en werd aangelegd tussen circa 1980 en circa 1990. De wijk ligt ingeklemd tussen de Kruisstraat, de seniorenwoningen van het Zonneland en Doctor Crobachplantsoen, het Haageind en de Dunantweg. Aan de wijk werd in dezelfde periode gebouwd als aan de Heiakker aan de oostzijde van het dorp.
De wijk, gelegen op de historische Vloeiakker, kent één historische straat en enkele daaraan gelegen boerderijen uit de eerste helft van de 20e eeuw. Het betreft de Flemingstraat, een pad over de akker dat in de 17e eeuw onder de naam Secretarisdijkje het dorp met de buurtschap Kouwenhoek verbond.
De straten in de wijk zijn vernoemd naar historische medici. Aan de noordzijde van de wijk loopt de Dunantweg, een deel van de rondweg van Deurne-centrum.
Dorpen: Deurne · Helenaveen · Liessel · Neerkant · Vlierden · Walsberg

Buurtschappen: Baarschot · Belgeren · Bleijs · Breemortel · Groote Bottel · Kleine Bottel · Groot Bruggen · Klein Bruggen · Derp · Donschot · Haageind · Halte · Hanenberg · Heieind · Heimolen · Heitrak · Kerkeind · Kranenmortel · Kulert · Leensel · Luttel Meijel · Merlenberg · Molenhof · Pannenschop · Ruth · Schans · Schelm · Sloot · Veldheuvel · Vloeieind · De Voorstad · Voorste Beerdonk · Voort · Vreekwijk

Noord-Brabant: Steden en dorpen      Nederland: Provincies · Gemeenten